# メインページ

## 選り抜き記事
少年保護手続とは、日本における刑事司法制度の一つであり、家庭裁判所が少年法第2章の規定に従って非行少年の性格の矯正及び環境の調整に関する措置（同法1条参照）を行う手続をいう。
非行少年の再非行の抑止や更生を目的としており、決定までの過程として、「非行事実を家庭裁判所に送致・通告 - 家庭裁判所調査官（以下「調査官」と略称する）等による調査 - 調査結果をふまえた審判 - 必要に応じて保護的措置あるいは保護処分を決定」という流れを経るのが通例である。
少年保護手続は、非行少年に対して、刑法及び刑事訴訟法が定める通常の刑事司法手続に代えて適用される手続である。少年保護手続は、福祉的機能と司法的機能とを併せ持つ。……
- 秀逸な記事
- おまかせ表示
- つまみ読み
- 選考

- ジャバウォック  は、ルイス・キャロルによるイギリスの児童文学『鏡の国のアリス』にある架空の生物。同書の中に登場する詩『ジャバウォックの詩』の中で語られている。日本語では「ジャバーウォック」「ジャヴァウォック」「蛇馬魚鬼」「邪歯羽尾ッ駆」などの……
- 『去來抄』とは、芭蕉の弟子去來による俳諧論書。「先師評」「同門評」「故實」「修行」の4部により構成される。近世俳諧史上蕉風の最重要文献とされ、原本の大東急記念文庫本は重要文化財に指定されている。……
- 全日空横浜サッカークラブ・ボイコット事件とは、1986年3月22日に東京都北区の国立西が丘サッカー場で行われた日本サッカーリーグ第22節、 全日空横浜サッカークラブ対三菱重工業サッカー部戦において全日空に所属する6選手によって実行された……

- 良質な記事
- おまかせ表示
- つまみ読み
- 選考

## 新しい記事
- 旧小松川閘門は、東京都江戸川区小松川でかつて供用されていた閘門である。荒川と旧中川の合流地点に位置している。2018年に江戸川区内では初となる、また閘門としては唯一の東京都選定歴史的建造物として選定された。荒川と中川の両放水路開削の完了に伴い、……
- 小松川千本桜は、東京都江戸川区小松川の荒川沿いに並ぶ約2kmに渡る桜並木である。荒川のスーパー堤防整備に合わせて、南北約2キロに渡り1000本余りの桜が植栽。春には「小松川千本桜まつり」が開催される。区が植栽を進め2003年に完成。ソメイヨシノ、オオシマザクラ、ヤマザクラ等30種類の桜が咲き、……
- 朝鮮総督府庁舎は、日本統治時代の朝鮮において、大日本帝国の植民統治を施行した最高行政官庁である朝鮮総督府が使用した建物の総称。1910年から1945年までに各種の建物が建てられた。本項目では、朝鮮総督府と関連機関の管理のために建てられた住宅である朝鮮総督府官舎についても記述する。……
- 『くにのあゆみ』は、連合国軍占領下の日本において、文部省によって1946年に上下2巻が発行された国民学校用の国史教科書であり、国定教科書制の下での最後の歴史教科書のひとつであるとともに、戦後に作成、使用された最初の歴史教科書のひとつである。それまでの記紀神話に基づく記述から始まる内容に代え、……

- 投票・推薦

## 新しい画像
- 新しい画像
- 投票・推薦

## 強化記事
- ギュンター・グラス（1927年10月16日 - 2015年4月13日）は、ドイツの小説家、劇作家、版画家、彫刻家。代表作に『ブリキの太鼓』『ひらめ』『女ねずみ』『はてしなき荒野』などがある。1999年、「遊戯と風刺に満ちた寓話的な作品によって、歴史の忘れられた側面を描き出した」ことによりノーベル文学賞を受賞した。……
- テナガカミキリは、カミキリムシ科に属する甲虫の一種。Acrocinus 属は本種のみが分類される単型である。頭胴長は4.3-7.5cmと大型で、加えて、黒、橙赤色、緑がかった黄色の複雑な模様を持つ。またカミキリムシの中で最も長い前脚を持つ種類とされており、特に雄の前脚は体長よりも長い。……
- ミカエル8世パレオロゴス（1224年 - 1282年12月11日）は、東ローマ皇帝（1261年 - 1282年）およびニカイア帝国の共同皇帝（1259年 - 1261年）。ミカエル8世が開いたパレオロゴス朝は、1453年のコンスタンティノープルの陥落まで東ローマ帝国を支配することになる。……

- 強化記事
- 投票・推薦

## 今日の一枚
- 秀逸な画像
- 投票・推薦

## 今日は何の日3月19日
- 天武天皇が律令制定を命ずる詔を発布（681年 - 天武天皇10年2月25日）
- 崖山の戦いで元により南宋が滅亡（1279年 - 祥興2年2月6日）
- 太平天国の乱：太平天国軍が江寧（南京）を陥落。「天京」と改称して首都とし、太平天国の王朝を樹立（1853年）
- 冥王星が初めて写真に捉えられるが、当時は惑星だと認識されず（1915年）
- 米上院がヴェルサイユ条約批准を否決（1920年）
- 第二次世界大戦：名古屋大空襲（1945年）
- 世界平和擁護大会常任委員会第3回総会で原爆禁止のストックホルム・アピールを採択（1950年）
- アルジェリア独立戦争が停戦（1962年）
- 欧州共同体6か国の変動相場制への移行が決定。スミソニアン体制崩壊（1973年）
- フォークランド紛争：サウスジョージア侵攻（1982年）
- イラク戦争：有志連合軍が開戦を宣言（2003年）

## 風物詩
- 春
- 黄砂
- 野焼き
- 菜の花
- 土筆
- 石垣島海開き
- 彼岸
- ぼたもち
- 牡丹
- 沈丁花
- プロ野球開幕
  - 詳細
- 大相撲春場所
  - 詳細

- 画像の投票・推薦
- 話題

## ポータル
- 人文科学
- 歴史
- 地理
- 社会科学
- 自然科学
- 技術産業
- 文化と芸術
- 娯楽とスポーツ

ポータルとは

## インフォメーション
- ガイド
- 利用案内
- 方針
- カテゴリ
- 索引
- 連絡先

## ウィキメディアプロジェクト
- コモンズを探検する
- 今月のおすすめ

ウィキペディアは非営利団体であるウィキメディア財団によって運営されています。並びに以下の姉妹プロジェクトも運営しています。
ウィキペディアは日本語をはじめ約300の言語で執筆されています。全ての言語版についてはウィキペディアの一覧や全言語版の統計をご覧ください。以下は特に規模の大きな言語版です。
- English
- Deutsch
- svenska
- français
- Nederlands
- русский
- español
- italiano
- polski
- 中文
- Tiếng Việt
- українська
- العربية
- português
- فارسی
- català
- српски / srpski
- Bahasa Indonesia
- 한국어
- norsk
- suomi
- čeština
- Türkçe
- magyar
- srpskohrvatski / српскохрватски

ウィキペディアの運営は皆様の寄付によって成り立っています。ご理解・ご協力賜りますようよろしくお願い申し上げます。